# Heidi Bruggmann
Heidi Bruggmann (23. Juli 1936 – 1. Juli 2017) war eine Schweizer Akkordeonistin und Komponistin.

## Leben
Bruggmann stammte aus St. Gallen und lebte bis zu ihrem Tod in Benglen in der Gemeinde Fällanden im Kanton Zürich. Ihr musikalischer Schwerpunkt war der Ländler.
1945 hatte sie ihren ersten öffentlichen Auftritt. 1947 komponierte sie ihr erstes Musikstück, einen Walzer. 1951 begann sie, professionell zu musizieren. 1955 zog sie nach Zürich und gründete die «Ländlerkapelle Heidi Bruggmann», die den konzertanten Innerschweizerstil pflegte. 1967 erschien ihre erste Langspielplatte.
Ein Höhepunkt ihres musikalischen Lebens war die Verleihung des Goldenen Violinschlüssels 1988. Mehr als 300 von ihr komponierte Titel sind bei der Urheberrechtsverwaltungsgenossenschaft SUISA registriert.